# Calidris minuta

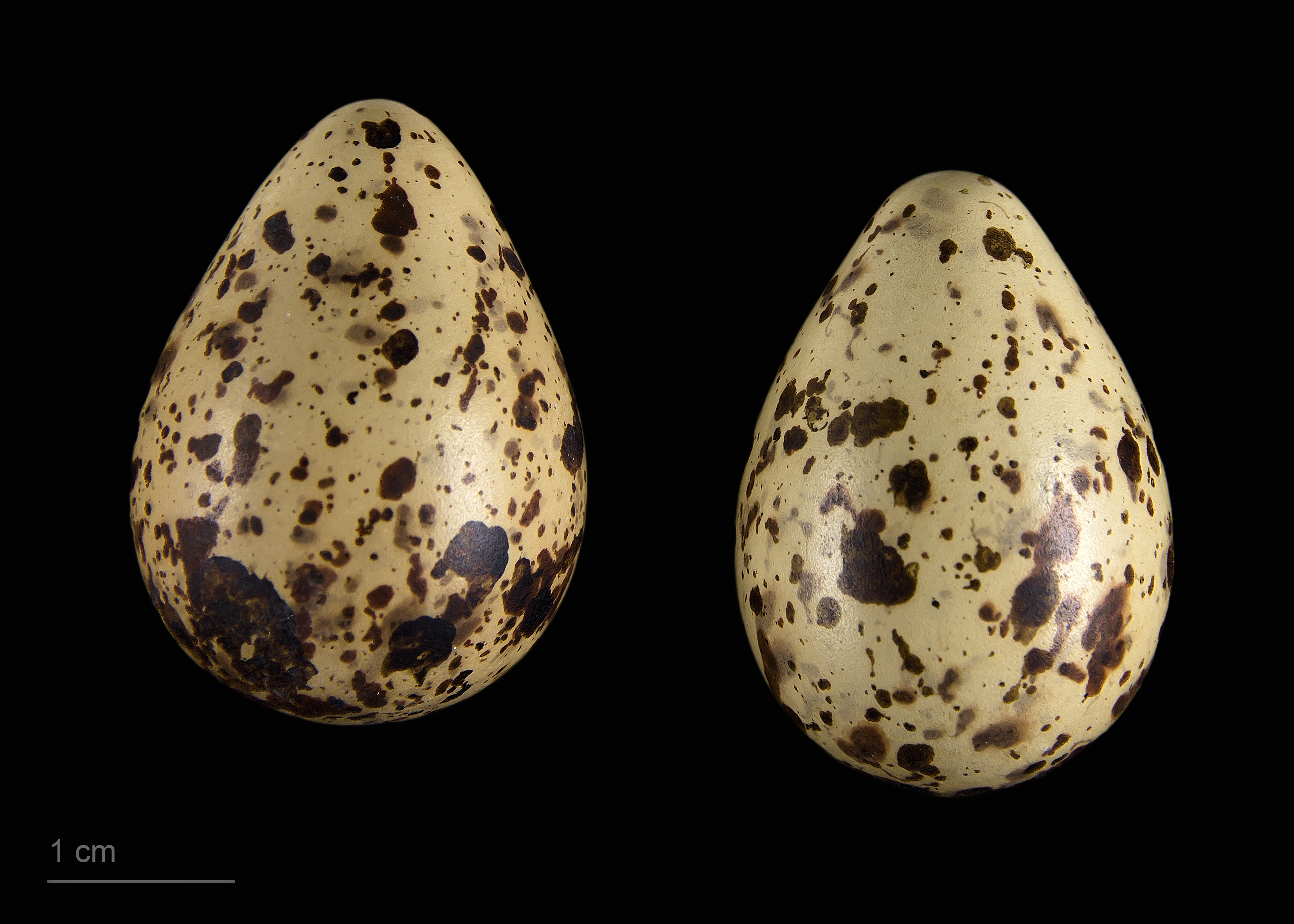
Calidris minuta

Il gambecchio comune (Calidris minuta (Leisler, 1812)) è un uccello della famiglia degli Scolopacidi.

## Distribuzione e habitat
Questo uccello vive in tutta Europa, Africa e Asia (tranne Indonesia e Laos), su Papua Nuova Guinea, in Alaska e sulla costa occidentale di Canada, Stati Uniti e Messico. È di passo in Australia, Nuova Zelanda, nei Caraibi, in Islanda, sulle Isole Fær Øer, nelle Marianne Settentrionali e sulla Georgia del Sud e le Sandwich Australi.